# Acklam
Acklam är en ort och civil parish  i Storbritannien.   Den ligger i grevskapet North Yorkshire och riksdelen England, i den centrala delen av landet, 290 km norr om huvudstaden London. Acklam ligger 134 meter över havet och antalet invånare är 183.
Terrängen runt Acklam är platt norrut, men söderut är den kuperad.Runt Acklam är det ganska tätbefolkat, med 139 invånare per kvadratkilometer. Närmaste större samhälle är Haxby, 17,8 km väster om Acklam. Trakten runt Acklam består till största delen av jordbruksmark.